# Travels with My Aunt
Travels with My Aunt (Brasil: Viagens com Minha Tia / Portugal: Viagens com a Minha Tia) é um filme norte-americano de 1972, do gênero comédia, dirigido por George Cukor  e estrelado por Maggie Smith e Alec McCowen.